# 요참형

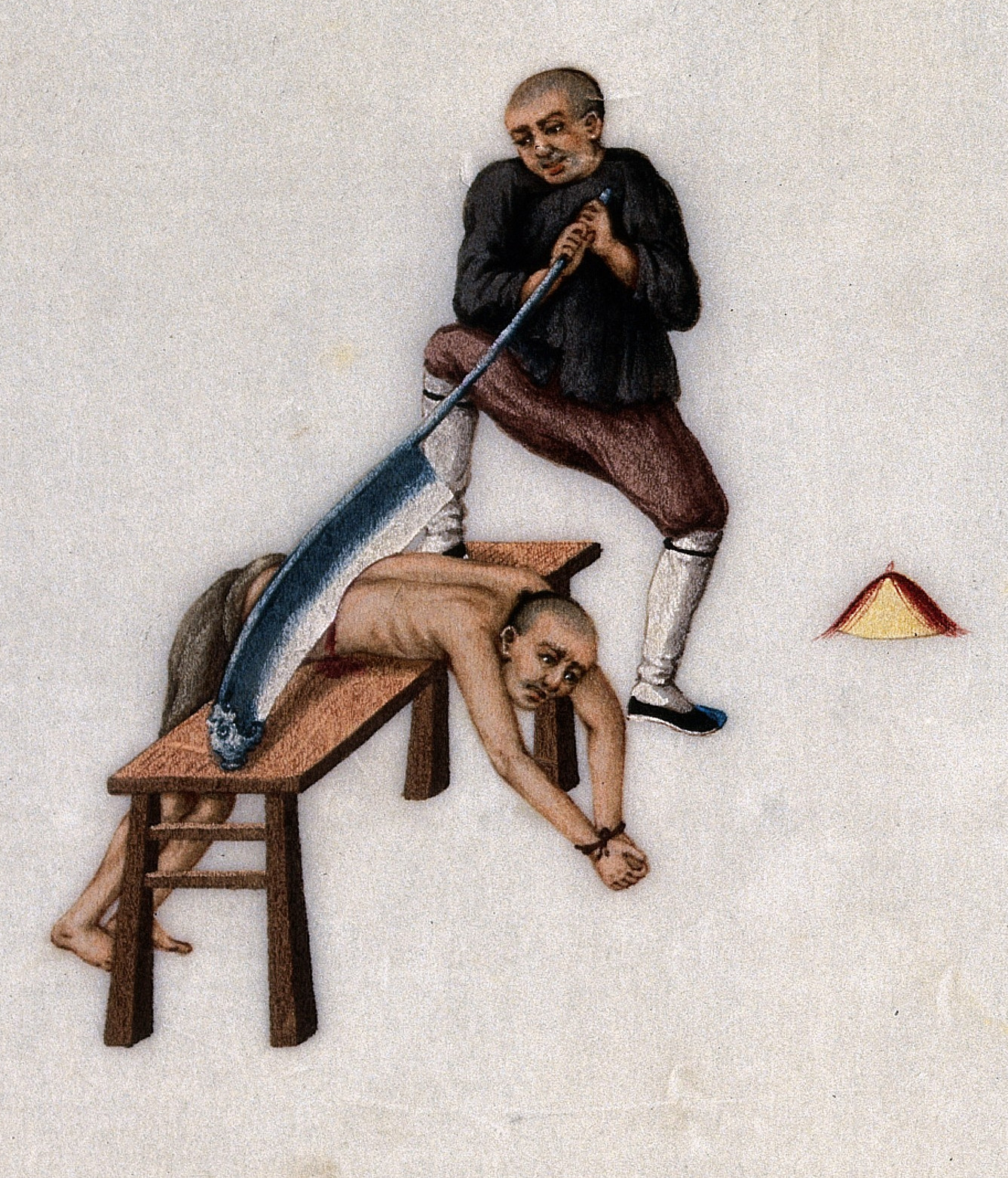

요참형(腰斬刑)은 고대 사형 방법의 하나로서 작두로 허리를 잘라 죽이는 형벌이다. 

## 같이 보기
- 거열
- 능지
- 참수